# Operatie Spring
Operatie Spring was de codenaam voor een militaire operatie die onderdeel was van Operatie Overlord  (de invasie van Normandië) tijdens de Tweede Wereldoorlog. Het 2e Canadese Legerkorps moest samen met Britse troepen de Nazi-Duitse troepen onder druk houden tijdens de ontplooiing en uitbraak van de Amerikaanse troepen uit het bruggenhoofd in Operatie Cobra. 
De Amerikanen braken uit meer in het westen rond Saint-Lô. Na de Slag om Caen en de verovering van deze stad als onderdeel van Operatie Goodwood dienden de Canadezen en Britten de Crête de Verrières ten zuiden van Caen op de Duitsers te veroveren, en stand te houden in dorpen op de zuidelijke flanken van deze rug zoals Saint-Martin-de-Fontenay.  
De sterke verdediging van de zes en een halve aanwezige Duitse pantserdivisies en hun consequente toepassing van tegenaanvallen, braken de aanval van de geallieerde troepen en leidden tot zware verliezen. Anderzijds bleven de meeste Duitse pantserdivisies in Normandië geblokkeerd in het oostelijk deel van de frontzone en was er slechts anderhalve divisie beschikbaar in het westen, wat bijdroeg aan het succes van Operatie Cobra.
De operatie werd 25 juli 1944 ingezet en kon op 27 juli worden afgerond. De operatie was succesvol als onderdeel van de grotere geallieerde strategie; als op zich staande aanval was het echter een mislukking en een succes voor de verdediging en tegenaanval van de Nazi-Duitse divisies.
]